# Hilaroleopsis theurgus
Hilaroleopsis theurgus là một loài bọ cánh cứng trong họ Cerambycidae.